# Pascal Mazzotti
Pasquale Mazzotti, dit Pascal Mazzotti, est un comédien français né le 16 décembre 1923 à Saint-Étienne-de-Baïgorry et mort le 19 juin 2002 à Saint-Ouen-l'Aumône.

## Biographie
Il fut remarqué dans Sur un arbre perché et Hibernatus aux côtés de Louis de Funès.
Il est inhumé au cimetière parisien de Thiais (Val-de-Marne), avant d'être transféré à Biarritz (Pyrénées-Atlantiques).

## Filmographie

### Cinéma
- 1956 : Cela s'appelle l'aurore de Luis Buñuel : Azzopardi
- 1956 : Le Feu aux poudres de Henri Decoin : Le pharmacien
- 1956 : Courte Tête de Norbert Carbonnaux : Le maître d'hôtel
- 1957 : Œil pour œil de André Cayatte : Le barman
- 1958 : Le Dos au mur d'Édouard Molinaro : Jérôme
- 1958 : Toi le venin de Robert Hossein : L'homme de la discothèque
- 1958 : Les Grandes Familles de Denys de La Patellière : Le chauffeur
- 1959 : Voulez-vous danser avec moi ? de Michel Boisrond : Le barman
- 1959 : Rue des prairies de Denys de La Patellière : Max, le valet de chambre
- 1959 : Les Affreux de Marc Allégret
- 1959 : Le Dialogue des carmélites de Raymond Léopold Bruckberger et Philippe Agostini
- 1960 : La Française et l'Amour, sketch La Virginité de Michel Boisrond
- 1961 : Tout l'or du monde de René Clair et Claude Pinoteau
- 1962 : Comment réussir en amour de Michel Boisrond : Le vendeur d'appartement
- 1962 : Arsène Lupin contre Arsène Lupin de Édouard Molinaro : Le commissaire de Dieppe
- 1964 : Les Yeux cernés de Robert Hossein : Le notaire
- 1969 : Une drôle de bourrique / L'Âne de Zigliara de Jean Canolle : Le juge Cyprien
- 1969 : Midi Minuit de Pierre Philippe
- 1969 : La Fiancée du pirate de Nelly Kaplan : L'abbé Dard
- 1969 : Hibernatus de Édouard Molinaro : Le professeur Bibolini
- 1971 : Sur un arbre perché de Serge Korber : Le speaker T.V
- 1970 : Mont-Dragon de Jean Valère : Armand Dubois, l'entomologiste
- 1971 : Une saison en enfer de Nelo Risi
- 1973 : Les Volets clos de Jean-Claude Brialy
- 1978 : Freddy de Robert Thomas : L'huissier Bouisse

### Télévision
- 1961 : Le Théâtre de la jeunesse
- 1962 : Les Trois Chapeaux claques de Jean-Pierre Marchand : l'odieux personnage
- 1964 : Rocambole, Les Étrangleurs de Jean-Pierre Decourt : Rouquerolle
- 1964 : Commandant X - épisode : Le Dossier Londres de Jean-Paul Carrère
- 1965 : Belphégor ou le Fantôme du Louvre de Claude Barma : un gardien
- 1965 : Droit d'asile de René Lucot d'après André Thalassis : Cipiglio
- 1965 à 1970 : Les Saintes chéries de Jean Becker
- 1966 : Les Compagnons de Jéhu de Michel Drach
- 1967 : Les Plaideurs de Racine, réalisation Lazare Iglésis
- 1969 : Fortune d'Henri Colpi
- 1969 : D'Artagnan de Claude Barma
- 1971 : Aux frontières du possible : le dossier des mutations V de Victor Vicas
- 1973 : Molière pour rire et pour pleurer de Marcel Camus
- 1973 : Les Nouvelles Aventures de Vidocq, épisode "Vidocq et l'archange" de Marcel Bluwal
- 1978 : Il était un musicien, épisode : Monsieur Satie de Jean Valère
- 1982 : Paris-Saint-Lazare de Marco Pico

### Au théâtre ce soir
- 1966 : À la monnaie du Pape de Louis Velle, mise en scène de l'auteur, réalisation Pierre Sabbagh, théâtre Marigny
- 1967 : Isabelle et le pélican de Marcel Franck, mise en scène Maurice Guillaud, réalisation Pierre Sabbagh, théâtre Marigny
- 1973 : La Nuit des rois de William Shakespeare, mise en scène Jean Le Poulain, réalisation Georges Folgoas, théâtre Marigny
- 1977 : L'Archipel Lenoir d'Armand Salacrou, mise en scène René Clermont, réalisation Pierre Sabbagh, théâtre Marigny
- 1978 : Moi d'Eugène Labiche, mise en scène Jean-Laurent Cochet, réalisation Pierre Sabbagh, théâtre Marigny - M. Dutrécy
- 1979 : Beau-fils et fils de Raoul Praxy, mise en scène Christian Duroc, réalisation Pierre Sabbagh, théâtre Marigny
- 1981 : Et l'enfer Isabelle ? de Jacques Deval, mise en scène Raymond Gérôme, réalisation Pierre Sabbagh, théâtre Marigny
- 1981 : Le Président Haudecœur de Roger Ferdinand, mise en scène Jean-Laurent Cochet, réalisation Pierre Sabbagh, théâtre Marigny

## Théâtre
- 1951 : Treize pièces à louer, 13 courtes pièces, mises en scène Michel de Ré, théâtre du Quartier Latin
- 1951 : La Reine Mère ou les Valois terribles Opéra-bouffe de Pierre Devaux, musique Georges Van Parys, théâtre du Quartier Latin
- 1952 : L'Histoire du Docteur Faust de Christopher Marlowe, mise en scène Jean Le Poulain, théâtre de l'Œuvre
- 1953 : Les Aveux les plus doux de Georges Arnaud, mise en scène Michel de Ré, théâtre du Quartier Latin
- 1953 : La Puce à l'oreille de Georges Feydeau, mise en scène Georges Vitaly, théâtre Montparnasse
- 1953 : Les Reliques d'André de Richaud, mise en scène Michel de Ré, théâtre du Vieux-Colombier
- 1954 : La Puce à l'oreille de Georges Feydeau, mise en scène Georges Vitaly, théâtre des Célestins
- 1954 : La Tour Eiffel qui tue de Guillaume Hanoteau, mise en scène Michel de Ré, théâtre du Quartier Latin
- 1954 : La Bande à Bonnot de Henri-François Rey, mise en scène Michel de Ré, théâtre du Quartier Latin
- 1955 : Isabelle et le Pélican de Marcel Franck, mise en scène Marc Camoletti, théâtre Édouard VII
- 1957 : Cleo de Paris de Fabre Luce, mise en scène Pierre Valde, théâtre de l'Œuvre
- 1958 : Les Carabiniers de Beniamino Joppolo, mise en scène Michel de Ré, Théâtre d'Aujourd'hui
- 1958 : Le Ouallou de Jacques Audiberti, mise en scène Georges Vitaly, théâtre La Bruyère
- 1959 : Un beau dimanche de septembre d'Ugo Betti, mise en scène André Barsacq, théâtre de l'Atelier
- 1960 : John Smith 1er de Jaime Silas, mise en scène Michel de Ré, théâtre de l'Œuvre
- 1960 : Léocadia de Jean Anouilh, mise en scène Roland Piétri, théâtre des Célestins
- 1961 : L'Archipel Lenoir d'Armand Salacrou, mise en scène Charles Dullin, théâtre Montparnasse
- 1961 : La Grotte de Jean Anouilh, mise en scène de l'auteur et Roland Piétri, théâtre Montparnasse
- 1962 : La guerre de Troie n'aura pas lieu de Jean Giraudoux, mise en scène Jean Vilar, TNP Festival d'Avignon
- 1963 : Lumières de bohème de Ramón María del Valle-Inclán, mise en scène Georges Wilson, TNP théâtre de Chaillot
- 1963 : La guerre de Troie n'aura pas lieu de Jean Giraudoux, mise en scène Jean Vilar, TNP Festival d'Avignon
- 1963 : Thomas More ou l'homme seul de Robert Bolt, mise en scène Jean Vilar, TNP théâtre de Chaillot, Festival d'Avignon
- 1963 : Léon ou la Bonne Formule de Claude Magnier, mise en scène Jean Le Poulain, théâtre de l'Ambigu-Comique
- 1964 : Maître Puntila et son valet Matti de Bertolt Brecht, mise en scène Georges Wilson, TNP théâtre de Chaillot
- 1964 : Luther de John Osborne, mise en scène Georges Wilson, TNP Festival d'Avignon
- 1965 : Luther de John Osborne, mise en scène Georges Wilson, TNP théâtre de Chaillot
- 1965 : Hamlet de William Shakespeare, mise en scène Georges Wilson, TNP théâtre de Chaillot, Festival d'Avignon
- 1965 : La Folle de Chaillot de Jean Giraudoux, mise en scène Georges Wilson, TNP théâtre de Chaillot
- 1966 : Dieu, empereur et paysan de Julius Hay, mise en scène Georges Wilson, TNP Festival d'Avignon
- 1970 : Les Poissons rouges de Jean Anouilh, mise en scène Jean Anouilh et Roland Piétri, théâtre de l'Œuvre
- 1971 : Turandot ou le Congrès des blanchisseurs de Bertolt Brecht, mise en scène Georges Wilson, TNP  théâtre de Chaillot
- 1972 : La Camisole de Joe Orton, mise en scène Jacques Mauclair, Petit Théâtre de Paris
- 1974 : Le Tube de Françoise Dorin, mise en scène François Périer, théâtre Antoine
- 1980 : L'Intoxe de Françoise Dorin, mise en scène Jean-Laurent Cochet, théâtre des Variétés

## Voix off
- 1957 : La Joconde : Histoire d'une obsession de Henri Gruel (court-métrage) : narration
- 1965 : Les Experts des années quatre de André Vétusto (court-métrage) : narration
- 1965 : Et Zeus se gratta la cuisse de Georges Dumoulin (court-métrage) : narration
- 1970 : Chaval de Mario Ruspoli (documentaire) : narration
- 1976 : Chantons sous l'Occupation d'André Halimi : narration

## Doublage
- 1976 : Les Douze Travaux d'Astérix, dessin animé de René Goscinny, Albert Uderzo et Pierre Watrin
- 1979 : Le Roi et l'Oiseau, dessin animé de Paul Grimault : le Roi Charles 5 et 3 font 8 et 8 font 16